# Strefa Śmierci (Yellowstone)

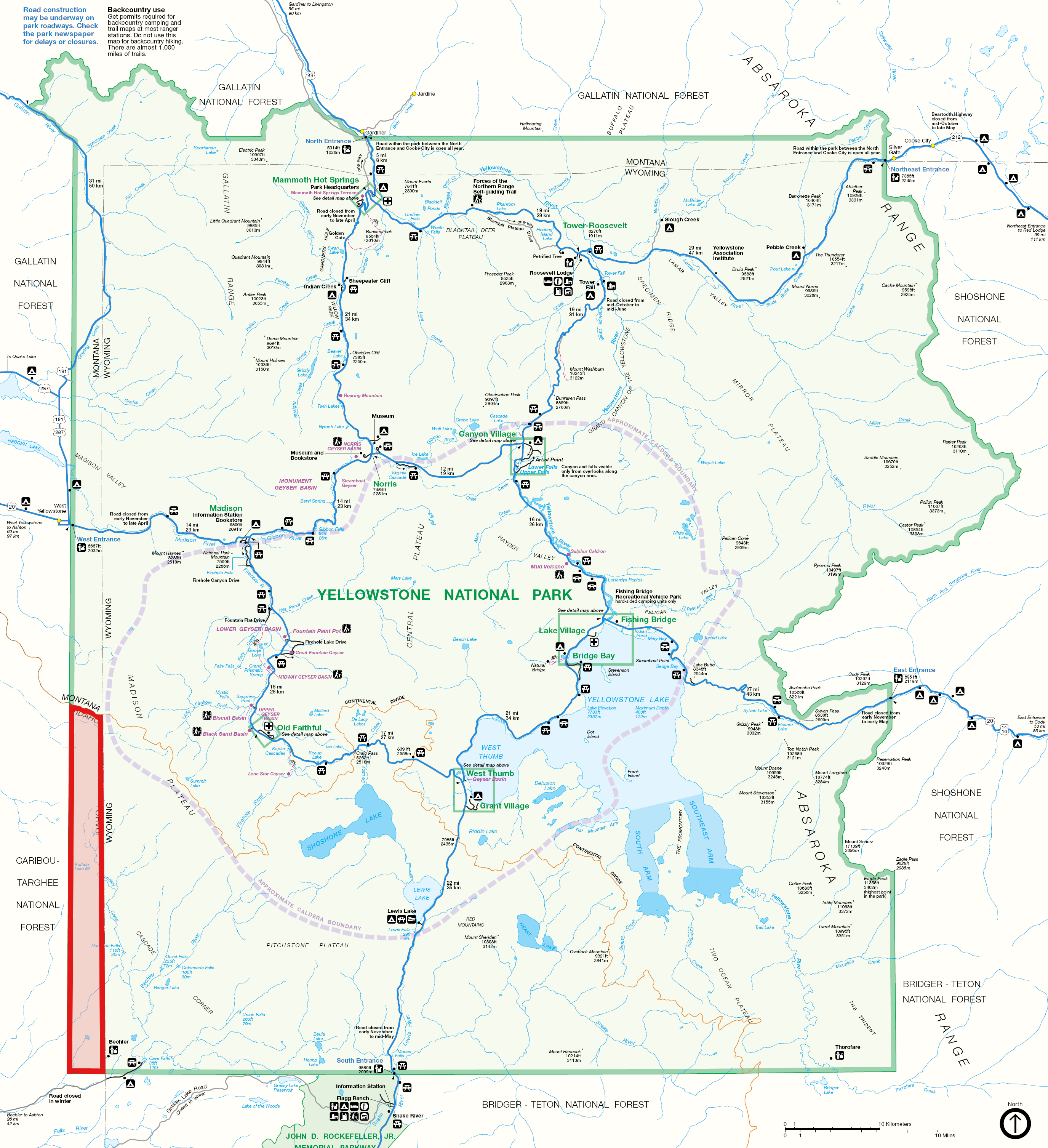
Strefa Śmierci (zaznaczona na czerwono) jest częścią Parku Narodowego Yellowstone (zaznaczonego na zielono) położoną w stanie Idaho, w południowo-zachodnim narożniku parku

Strefa Śmierci (ang. Zone of Death) – obszar o powierzchni ok. 130 km² w części Parku Narodowego Yellowstone położonej w stanie Idaho, w którym w wyniku luki prawnej w Konstytucji Stanów Zjednoczonych można teoretycznie uniknąć skazania za każde popełnione przestępstwo, włącznie z zabójstwem.

## Sytuacja prawna
Terytorium Parku Narodowego Yellowstone znajduje się w obrębie trzech stanów – Wyoming (91% terytorium parku), Montana i Idaho. Wyłączną jurysdykcję nad parkiem ma rząd federalny. Oznacza to, że osoba popełniająca przestępstwo na terenie parku może być sądzona wyłącznie przez sąd federalny, nie zaś przez sądy stanowe. Całe terytorium parku podlega federalnemu sądowi okręgowemu dla okręgu Wyoming (U.S. District Court for the District of Wyoming). Jest to jedyny okręg sądowy w Stanach Zjednoczonych, który wykracza poza granice jednego stanu.
Procesy w sądzie okręgowym odbywają się zazwyczaj w budynku sądu federalnego w Cheyenne w stanie Wyoming. Jednakże 6. poprawka do Konstytucji Stanów Zjednoczonych stanowi, że „przysługuje oskarżonemu prawo do szybkiego i publicznego procesu przed bezstronnym sądem przysięgłych tego stanu i okręgu, w którym przestępstwo zostało popełnione”.
Z tego powodu zarzuty dotyczące przestępstwa popełnionego w tej części parku, która znajduje się w stanie Idaho, musiałyby zostać rozpatrzone przez ławę przysięgłych składającą się wyłącznie z mieszkańców tego obszaru. Ponieważ jest to obszar niezamieszkany, ława przysięgłych składająca się z mieszkańców stanu i okręgu fizycznie nie może zostać powołana.
Ponieważ Konstytucja gwarantuje prawo do procesu z udziałem ławy przysięgłych, które jest wzmiankowane trzykrotnie (Artykuł III, Sekcja 2; 6. poprawka; 7. poprawka) – oskarżony o jakiekolwiek przestępstwo lub wykroczenie nie mógłby otrzymać procesu zgodnego z Konstytucją, a zatem nie mógłby zostać prawnie ukarany niezależnie od swojej winy lub niewinności.
Sytuacja dotyczy wyłącznie części parku znajdującej się w granicach stanu Idaho, gdyż pozostałe części parku są zamieszkane.

## Odkrycie
Luka prawna dotycząca tego obszaru została odkryta przez profesora prawa na Uniwersytecie Stanu Michigan, Briana C. Kalta, gdy zajmował się o szczegółami technicznymi 6. poprawki, która daje oskarżonym o przestępstwo prawo do sprawiedliwego i szybkiego procesu. Kalt zastanawiał się nad hipotetycznym miejscem, w którym nie byłoby wystarczającej liczby uprawnionych obywateli do utworzenia ławy przysięgłych i wyciągnął wniosek, że nie może być żadnego procesu, a zatem żadnej kary nawet za poważne przestępstwa popełnione na tym obszarze. Później zdał sobie sprawę, że takie miejsce naprawdę istnieje: część Parku Narodowego Yellowstone położona w stanie Idaho. Przerażony swoim odkryciem Kalt skupił się na napisaniu pracy naukowej o tym obszarze, aby przekonać rząd do naprawienia luki. Praca, która nosi tytuł The Perfect Crime, została opublikowana w 2005 roku w „The Georgetown Law Journal”. Kalt obawiał się, że przestępcy mogą ją przeczytać i popełnić przestępstwo w Strefie, zanim luka zostanie załatana.

## Historia
Po odkryciu luki prawnej Kalt starał się, aby Kongres szybko ją zlikwidował. Zasugerował prawodawcom ze stanu Wyoming, aby Strefa Śmierci została włączona do jurysdykcji federalnego sądu okręgowego dla okręgu Idaho, a nie okręgu Wyoming, co rozwiązałoby problem. Jednak Kongres zignorował sugestię Kalta. W 2007 roku autor C. J. Box napisał powieść zatytułowaną Free Fire, w której opisano Strefę, co w zamierzeniach miało zwiększyć świadomość rządu. Powieść ta rzeczywiście zwróciła uwagę senatora Wyoming Mike’a Enziego na ten problem, lecz Enzi nie był w stanie przekonać Kongresu do dyskusji na ten temat. Chociaż przypadki zaginięć osób w pobliżu Strefy przyciągnęły uwagę mediów, od czasu odkrycia Kalta nie popełniono żadnych odnotowanych przestępstw w Strefie Śmierci.
W grudniu 2005 roku kłusownik Michael Belderrain nielegalnie upolował łosia w części Parku Narodowego Yellowstone położonej w Montanie. Chociaż ta część parku ma wystarczająco dużo mieszkańców, aby utworzyć z nich ławę przysięgłych, mogą wystąpić trudności w zebraniu wiarygodnego i sprawiedliwego grona ze względu na liczne podróże lub niechęć członków tak małej populacji do tego typu służby publicznej. Sędzia federalny orzekł, że Belderrain może zostać osądzony w Sądzie Okręgowym Stanów Zjednoczonych dla Dystryktu Wyoming, pomimo problemu 6. poprawki. Belderrain zacytował pracę Kalta The Perfect Crime, aby udowodnić, że jego proces z ławą przysięgłych z innego stanu niż ten, w którym popełniono przestępstwo, jest nielegalny. Sąd oddalił ten argument. Belderrain przyjął ugodę warunkową, zgodnie z którą nie będzie się odwoływał od kwestii w apelacji Strefy Śmierci do 10. Okręgu (wyższej instancji na tym obszarze), co czyni tę kwestię bezprzedmiotową, przynajmniej na razie.